# Iraq Petroleum Company
Iraq Petroleum Company (IPC), antes de 1929 conocida como Turkish Petroleum Company (TPC), es una compañía petrolera con sede en Londres (Reino Unido). Es propiedad de algunas de las mayores compañías petroleras del mundo, y tuvo el práctico monopolio de toda la exploración y producción de petróleo en Irak de 1925 a 1961.
El Iraq Petroleum Group  estuvo involucrado en otras partes de Oriente Medio, y jugó un papel principal en la explotación de los recursos petrolíferos de la región. Las actividades de negocio de IPC fueron continuadas por Iraq National Oil Company después de que aquella fuera nacionalizada por el gobierno baazista en junio de 1972. La compañía "Iraq Petroleum Company" todavía subsiste como entidad legal, y una compañía del grupo, Abu Dhabi Petroleum Company (ADPC), antes Petroleum Development (Trucial Coast) Ltd, también continúa con el accionariado original intacto.

## Turkish Petroleum Company (1911-1927)

### Antecedentes

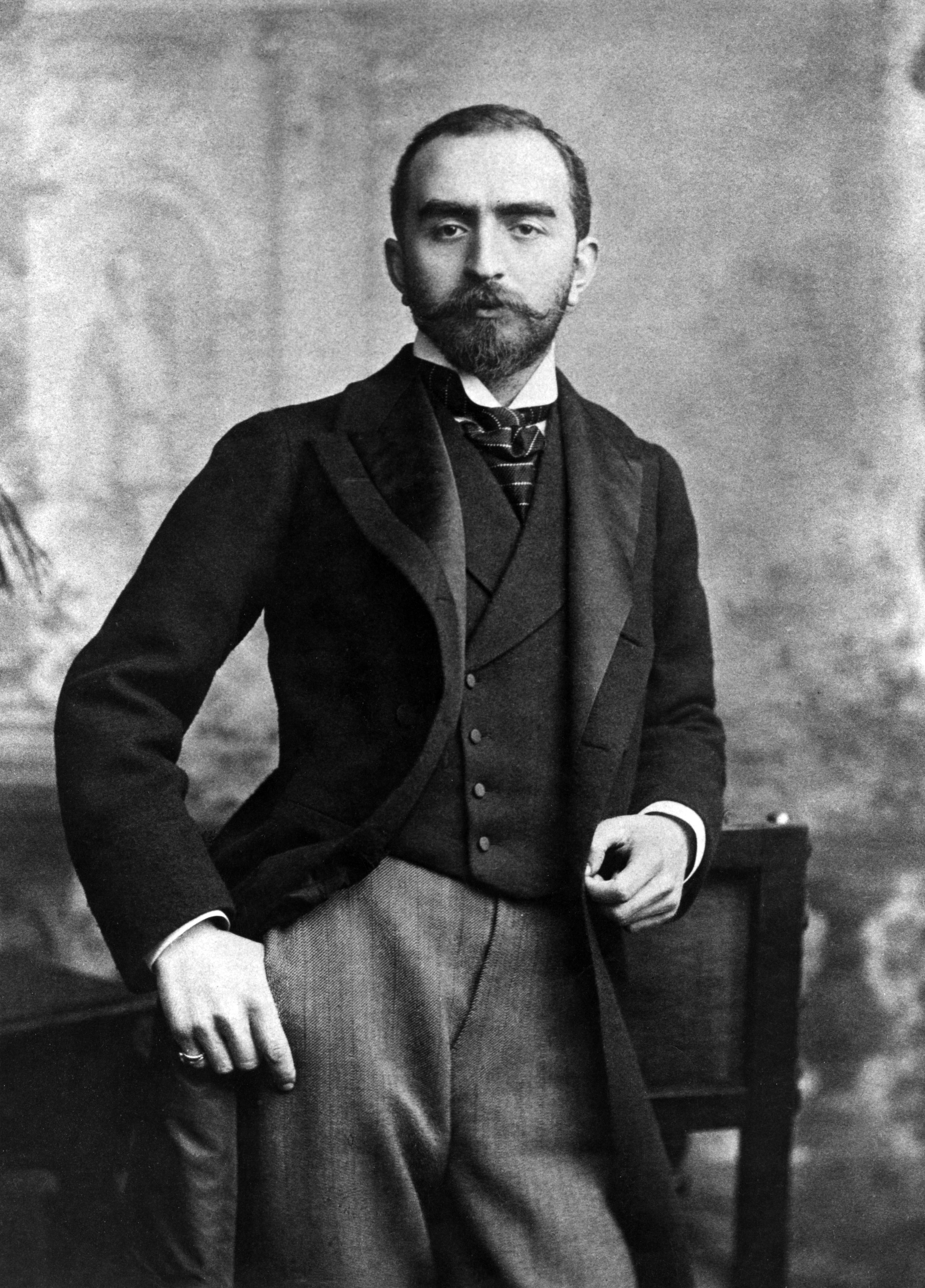
Calouste Gulbenkian

En 1891 el gobierno otomano solicitó a Calouste Gulbenkian que investigara las posibilidades petrolíferas de Mesopotamia. Este informe hizo que el sultán Abdul Hamid II transfiriera en 1904 la titularidad de grandes extensiones de terreno desde el ministerio de minas al ministerio que gestionaba su patrimonio personal.
El interés y la competencia por concesiones petrolíferas y de ferrocarril estaba creciendo en los imperios británico y alemán. Ya alrededor de 1890, Deutsche Bank había obtenido una concesión para la construcción del ferrocarril Berlín-Bagdad que incluía derechos mineros sobre la franja que comprendía 20 kilómetros a cada lado de la línea proyectada. En 1904, después de una visita del Kaiser Guillermo II, se concedió a la compañía de propiedad alemana Anatolian Railway Co una concesión para explorar en busca de petróleo en un radio de 20 kilómetros a ambos lados de la línea entre Bagdad y Mosul. Entretanto, representantes británicos negociaban por su parte, y habían obtenido promesas del Gran Visir con el resultado de que los intentos de ambas partes de confirmar las concesiones quedaban bloqueados.
En 1910, con un gobierno otomano probritánico tras la revolución de los Jóvenes Turcos, se creó el National Bank of Turkey para financiar las intereses de negocio británicos, con capital enteramente británico (Gulbenkian poseía el 30% del mismo), y con Gulbenkian como director.

### Creación de Turkish Petroleum Company y entrada deAnglo-Persian Oil Company
Gulbenkian consideró que una solución al conflicto de los derechos de explotación del petróleo entre británicos y alemanes sería crear una compañía, domiciliada en Londres, en la que Deutsche Bank, que controlaba los ferrocarriles de Bagdad y Anatolia, tuviera una participación del 25% a cambio de aportar las concesiones que habían obtenido dichas compañías de ferrocarril.
Así, el 31 de enero de 1911 se creó African and Eastern Concessions Limited; la cual, el 23 de octubre de 1912, se transforma en Turkish Petroleum Company con el siguiente reparto accionarial: Deutsche Bank (25%), National Bank of Turkey (50%, del cual 30%, es decir 15% del total, en nombre de Calouste Gulbenkian) y Anglo-Saxon Petroleum Company, filial de Royal Dutch Shell (25%).
A raíz de la decisión del gobierno británico de que su Armada usara petróleo como combustible, el control de las fuentes de suministro del mismo se convirtió en un objetivo estratégico. Por ello, en 1914 el gobierno británico adquirió una participación mayoritaria en Anglo-Persian Oil Company (APOC).
En este momento ni TPC ni APOC habían obtenido todavía concesión alguna. A fin de no competir con una compañía apoyada por el gobierno británico, y dado que la parte alemana tenía interés en eliminar la competencia en la construcción del ferrocarril, tras varios meses de negociaciones que finalizaron en un acuerdo en las oficinas del Foreign Office en 1914, se dio entrada a APOC (a través de su filial D'Arcy Exploration Company), en sustitución del National Bank of Turkey. Para que Gulbenkian estuviera de acuerdo se le otorgó un 5% de las acciones, sin derecho a voto; motivo por el cual se le conoció a partir de entonces como Mr Five Percent. Este acuerdo contemplaba que los firmantes ni sus compañías asociadas buscarían o refinarían petróleo en parte alguna del imperio otomano, salvo Egipto, Kuwait y ciertos territorios de la frontera turco-persa.

### Primera Guerra MundialyConferencia de San Remo
TPC obtuvo una promesa de concesión del gobierno otomano pero el estallido de la Primera Guerra Mundial puso freno a los planes de exploración. En ese momento, la participación de Deutsche Bank paso a manos de la administración del Estado británica, quien la mantuvo durante toda la guerra.
Cuando se disgregó el Imperio Otomano como consecuencia de la guerra, la cuestión del accionariado de TPC fue de gran importancia en la Conferencia de San Remo en 1920. Una creciente demanda de petróleo durante la guerra había convencido a las grandes potencias de la necesidad de disponer de sus propias fuentes de suministro. Ya que uno de los socios originales de TPC había sido Deutsche Bank, Francia reclamó la participación alemana (25%) como despojos de guerra. Esto se aceptó en el acuerdo sobre el petróleo en la Conferencia de San Remo (la participación del Estado francés se transferiría en 1924 a Compagnie Française des Pétroles  (CFP, luego  Total), para disgusto de los representantes estadounidenses que fueron excluidos del reparto del petróleo de Oriente Medio y solicitaron la aplicación de una política de "puertas abiertas". Pasarían varios años hasta que se permitiera a las compañías estadounidenses adquirir una participación en TPC.

### Descubrimiento de petróleo

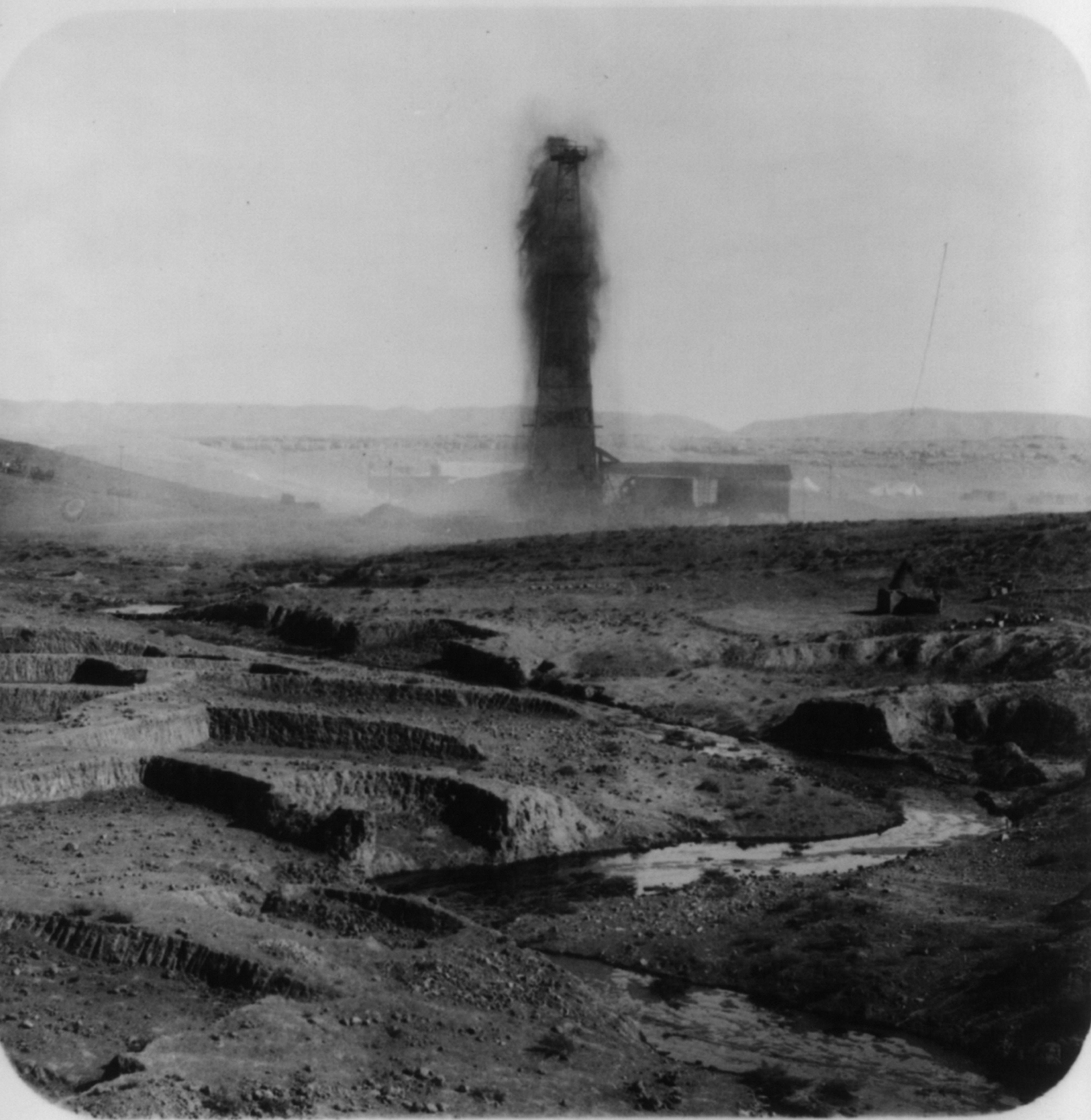
Distrito de Kirkuk: un pozo con el petróleo brotando violentamente.

TPC obtuvo una concesión para buscar petróleo en 1925 a cambio de la promesa de que el gobierno iraquí recibiría un royalty por cada tonelada extraída, pero vinculada a que las compañías obtuvieran beneficios y no pagadera en los primeros 20 años.
La concesión requería que la compañía seleccionara 24 parcelas rectangulares de 21 kilómetros cuadrados cada una para las actividades de perforación. Durante la temporada de 1925 a 1926, una partida geológica internacional, que incluía representantes de las compañías accionistas de TPC junto con un contingente estadounidense, llevaron a cabo prospecciones a lo largo y ancho de Iraq. Se seleccionaron dos lugares de perforación en Pulkanah y otro en  Khashm al Ahmar, Injanah y Qaiyarah. Kirkuk se incluyó como sexta localización. El pozo en Baba Gurgur fue localizado por el geólogo J.M. Muir al norte Kirkuk. La perforación comenzó y en las primeras de horas del 14 de octubre de 1927 se descubrió petróleo. Muchas toneladas se vertieron antes de que el pozo pudiera controlarse, y se comprobó que el campo petrolífero era muy extenso.

## Iraq Petroleum Company (1928-1972)

### Acuerdo de la Línea Rojay creación de Iraq Petroleum Company
El descubrimiento de petróleo aceleró las negociaciones sobre para que las compañías estadounidenses pudieran participar de la explotación. El 31 de julio de 1928 los accionistas firmaron un acuerdo formal de asociación para incluir a Near East Development Corporation (NEDC), un consorcio estadounidense de cinco grandes compañías petroleras que comprendía a  Standard Oil of New Jersey (luego Exxon, finalmente ExxonMobil en 1999), Standard Oil Company of New York (Socony) (luego Mobil, que finalmente se fusionó con ExxonMobil), Gulf Oil (fusionada con Chevron en 1984), Pan-American Petroleum and Transport Company, and Atlantic Richfield Co. (luego ARCO; finalmente adquirida por BP en 1999). Las proporciones accionariales eran las siguientes: 23.75% por cabeza para D'Arcy Exploration Company, filial de Anglo-Persian Oil Company (que en 1935 se convirtió en Anglo-Iranian Oil Company (AIOC) y en 1954 en British Petroleum Company, luego BP), Royal Dutch Shell, the Compagnie Française des Pétroles (CFP, que en 1991 se convirtió en  Total), y  NEDC; y el restante 5% para Calouste Gulbenkian, a través de la compañía Participations and Intestments Company, luego PARTEX. Se concedió a Anglo-Persian Oil Company un royalty del 10% de la producción para compensar la reducción de su participación del 50% al 23,75%.
La conferencia de San Remo había estipulado que se debía permitir a los iraquíes participar en un 20% de la compañía si deseaban invertir en ella pero los accionistas existentes resistieron con éxito los esfuerzos de aquellos.
TPC se organizó como una compañía sin ánimo de lucro, registrada en Gran Bretaña, que producía y transportaba crudo a cambio de honorarios para sus compañías matrices y selo distribuía en función de la participación. La compañía misma sólo podía refinar y vender en el mercado interno de Iraq para evitar cualquier tipo de competencia con sus matrices. La característica más importante del acuerdo de la Línea Roja fue, sin embargo, su cláusula de auto-denegación. Estipulada que las compañías participantes acordaban no desarrollar campos petrolíferos en el territorio abarcado por TPC a menos que hubieran obtenido el permiso del resto de miembros.
Años más tarde, Walter C. Teagle de Standard Oil of New Jersey comentó que el acuerdo era un "movimiento rematadamente malo". Sin embargo, sirvió para definir el ámbito de operaciones de TPC, renombrada como la Iraq Petroleum Company (IPC) en 1929. El escritor Stephen Hemsley Longrigg, antiguo empleado de IPC, advirtió que el "Acuerdo de la Línea Roja", que había sido considerado como un triste caso de cartelización ilícita o como un iluminado ejemplo de cooperación internacional y de reparto justo, iba a mantener su importancia durante veinte años y, en gran medida, determinar el tempo y manera del desarrollo petrolífero en una gran parte de Oriente Medio. Aparte de Arabia Saudí y Bahrain, donde se impusieron ARAMCO y BAPCO respectivamente, IPC monopolizó la exploración petrolífera dentro de la Línea Roja durante ese período.
En 1929 TPC pasó a denominarse Iraq Petroleum Company. En 1934 NEDC comprendía sólo dos accionistas, Standard Oil of New Jersey y Socony, la que se había fusionado con Vacuum Oil Company en 1931 para formar Socony-Vacuum.

### Retraso en el inicio de la producción

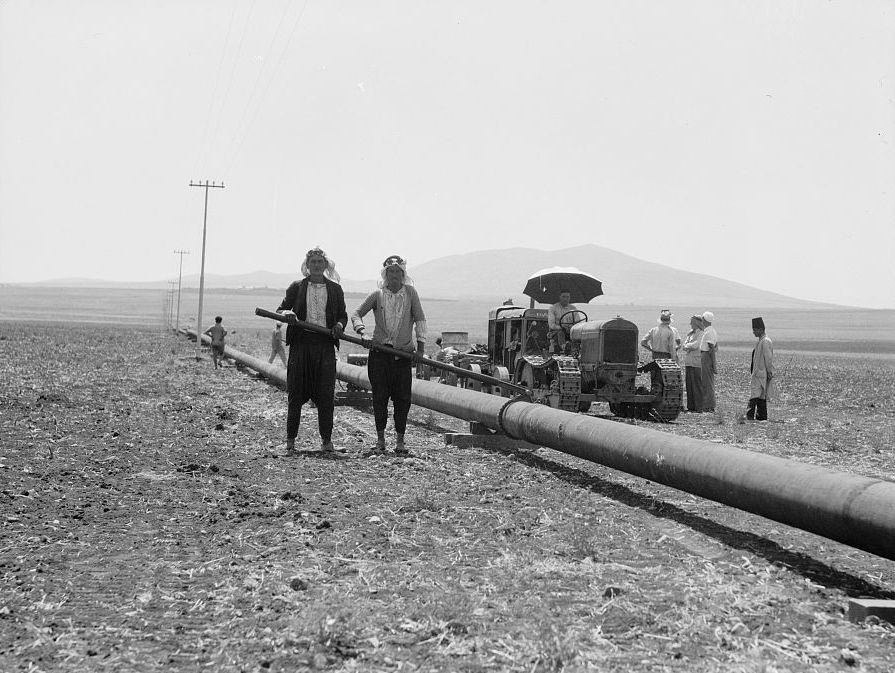
Trabajadores de IPC soldando tuberías en el estrecho de Esdrelón en los años 30

La concesión original de 14 de marzo de 1925 cubría la totalidad de Iraq, pero IPC tenía reticencias para explotarla rápidamente y la producción se restringió a los campos que constituían el 0,5% de la superficie total del país. Durante la Gran Depresión el mundo tenía petróleo en abundancia y una mayor producción de Irak simplemente habría reducido todavía más los precios. Se emplearon tácticas dilatorias no sólo en la perforación y explotación, sino también al entablar negociaciones en asuntos tales como los derechos de paso de los oleoductos.
Los propietarios de IPC tenían intereses en conflicto: Anglo-Persian Oil Company, Royal Dutch Shell y Standard Oil tenían acceso a grandes fuentes de crudo fuera de Irak, por lo que querían mantener las concesiones iraquíes como reserva, mientras que CFP y las otras compañías presionaban para conseguir una rápida explotación. Estos intereses encontrados retrasaron la explotación de los campos de petróleo iraquíes y la concesión de IPC terminó por expirar porque las compañías no cumplieron ciertos requisitos de ejecución, tales como la construcción de oleoductos y terminales de expedición. La concesión se renegoció en 1931, no obstante, otorgando a la compañía una concesión de 70 años en un área ampliada de 83.200 km² al este del río Tigris. A cambio, el gobierno iraquí exigió, y recibió, pagos adicionales y préstamos, así como la promesa de que IPC completaría dos oleoductos hasta el mar Mediterráneo en 1935; algo que CFP había requerido durante largo tiempo, a fin de llevar su participación de petróleo a Francia.

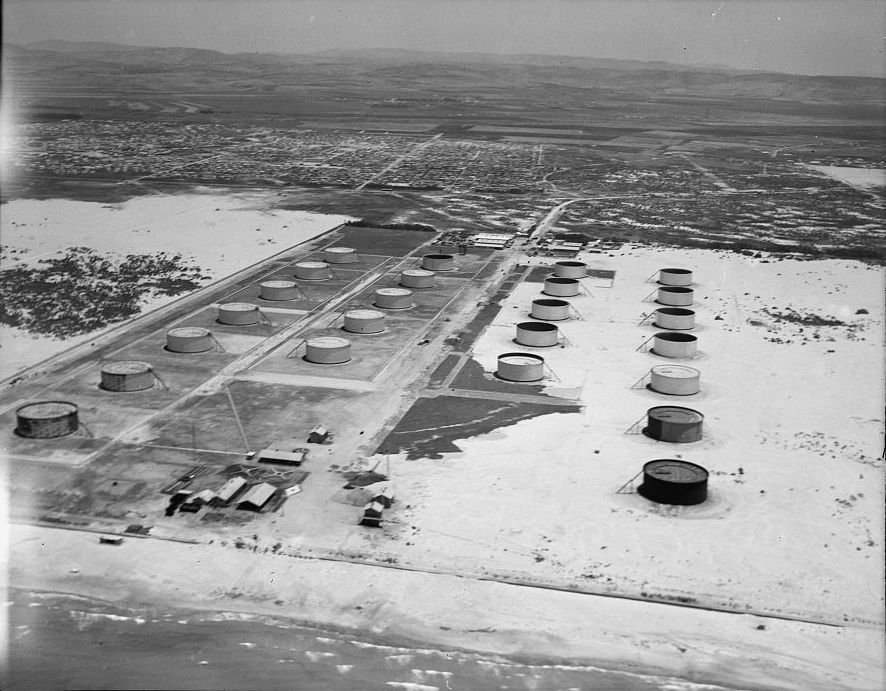
Depósitos de petróleo de IPC en Haifa.

Se buscaron diferentes rutas y ubicaciones para las terminales en la costa mediterránea por parte de los franceses. quienes preferían una ruta norteña a través de Siria y Líbano que terminara en Haifa, en lo que era entonces el mandato británico de Palestina. La cuestión se zanjó con un compromiso que preveía la construcción de dos oleoductos, con una capacidad de transporte de 2.000.000 toneladas al año cada uno. La longitud de la línea norte sería de 856 kilómetros y la de la línea sur, el oleoducto Mosul-Haifa, de 1.000. En 1934, los oleoductos se completaron de Kirkuk a Al Hadithah y, de ahí, tanto a Trípoli como Haifa, El campo de Kirkuk se conectó el mismo año. Sólo en 1938, nueve años después del descubrimiento, IPC empezó a exportar petróleo en cantidades significativas.
La producción de Kirkuk promedió 4.000.000 de toneladas al año hasta la Segunda Guerra Mundial, cuando la restricción del transporte marítimo en el Mediterráneo obligó a reducir la producción drásticamente. Aunque el gobierno iraquí intentó abrir el país a la competencia, la compañía que asumía una nueva concesión era adquirida por IPC y, bajo el nombre de Mosul Petroleum Company, se reunía debidamente en la 'familia' de compañías asociadas de IPC (véase más abajo). La compañía también obtuvo la concesión de derechos en el sur de Irak en 1938 y fundó Basrah Petroleum Company (BPC) como filial de accionista único para explotar dicha región.

### Disputas entre los socios de IPC
Tres asuntos causaron prolongadas discusiones entre los grupos que eran socios en IPC:

Irak en 1945.

- Revisión del royalty de Anglo-Iranian: cuando se revisó en marzo de 1931 la concesión de Irak de 1925, y se otorgó a IPC una concesión sobre 83.0000 kilómetros cuadrados de territorio al este del río Tigris, se planteó la cuestión de si el royalty del 10% pactado con Anglo-Persian debería extenderse para incluir la nueva área. Después de largas negociaciones los grupos llegaron al acuerdo de compromisos en noviembre de 1934 que estipulaba que D'Arcy Exploration (filial de Anglo-Iranian) tendría derecho a un royalty del 7.5% del petróleo que se produjera en el área de 83.000 kilómetros cuadrados. El petróleo debía entregarse libre de coste en el campo e IPC se comprometía a pagar el royalty debido al gobierno de Irak.[6]
- Asuntos de impuestos: dado que IPC era una compañía británica, los grupos británicos no habrían estado sujetos a doble imposición. A los grupos no británicos, sin embargo, no les alegraba la idea de que los beneficios de IPC pagaran impuestos al gobierno británico y, luego, a sus propios gobiernos. Finalmente, los grupos acordaron transferir todas las actividades de gestión de oleoductos a IPC, y fijar el precio del crudo a los grupos sobre la base la estimación de la dirección de IPC del importe del impuesto sobre beneficios británico más un beneficio de un chelín por tonelada. Con este plan, los beneficios de IPC eran nominales y su contingencia fiscal con el gobierno británico relativamente pequeña.[6]
- Decadencia del acuerdo de la Línea Roja: en 1946 Standard Oil of New Jersey y Socony-Vacuum (socios de NEDC) recibieron la oferta de unirse en sociedad con ARAMCO para explotar los recursos petrolíferos de Arabia Saudí. Sus socios en IPC rechazaron liberarles del acuerdo de la Línea Roja. Después que los estadounidenses alegaran que la Segunda Guerra Mundial había finalizado el acuerdo se iniciaron prolongadas acciones legales con Gulbenkian y el gobierno francés.[27] Finalmente, la disputa se arregló antes de llegar a juicio y los socios estadounidenses se unieron a ARAMCO.[28] El gobierno francés y Gulbenkian habían retirado sus objeciones a cambio de una mayor participación en la producción de IPC y los límites del acuerdo de la Línea Roja se redibujaron para excluir Arabia Saudí, Yemen, Bahrain, Egipto, Israel y la mitad oeste de Jordania.[14]

### Actividades del grupo IPC fuera de Irak

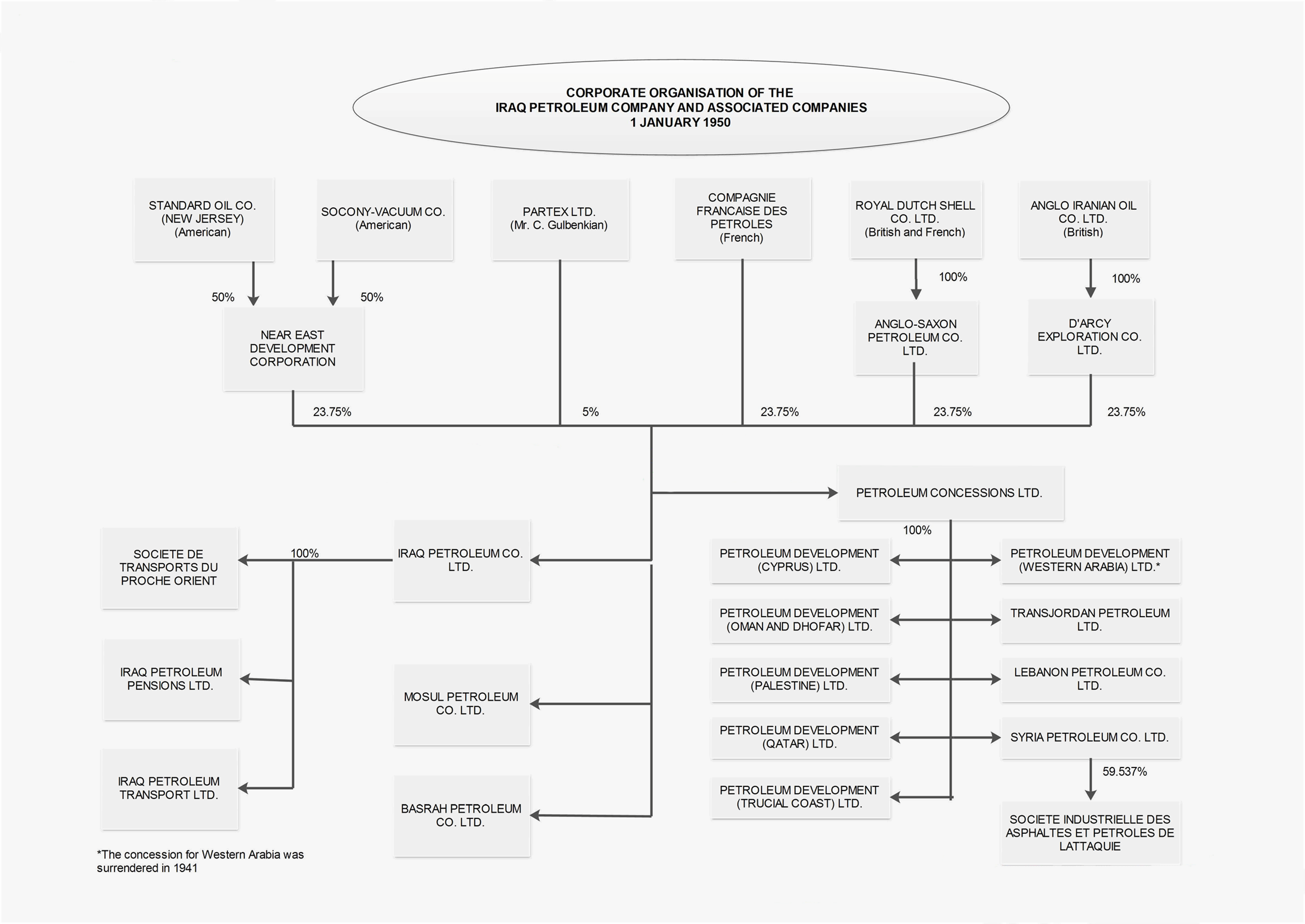
Organigrama corporativo de Iraq Petroleum Company y sus compañías asociadas, 1 de enero de 1950.

Como el acuerdo de la Línea Roja definía el ámbito de operaciones mucho más allá de las fronteras de Irak, los accionistas de IPC mostraron gran interés en buscar petróleo en cualquier parte de Oriente Medio. Crearon varias compañías, una para cada territorio a explorar. Estas compañías se conocían colectivamente como el "Grupo IPC". En 1948 habían creado 12 compañías con concesiones o licencias de exploración: Petroleum Development (Cyprus Ltd), Lebanon Petroleum Company Ltd, Petroleum Development (Palestine) Ltd, Syrian Petroleum Company Ltd, Trans-Jordan Petroleum Company Ltd, Mosul Petroleum Company Ltd, Basrah Petroleum Company Ltd, Petroleum Development (Catar) Ltd, Petroleum Development (Trucial Coast) Ltd, Petroleum Development (Oman and Dhofar) Ltd, Petroleum Concessions Ltd (for the Aden Protectorates), Petroleum Development (Western Arabia) Ltd.
En 1933, IPC se unió a las negociaciones para una concesión de petróleo en la provincia de Al-Hasa, Arabia Saudí, en competencia con Standard Oil of California (SOCAL, luego renombrada Chevron). Representada por Stephen Hemsley Longrigg, la oferta de la compañía fracasó cuando ofreció pagar en rupias en lugar de en oro como deseaba el rey Abdelaziz bin Saud. SOCAL ganó la concesión, y en unión de Texas Oil Company en 1936, descubrió petróleo en Dammam a través de su filial, California-Arabian Standard Oil Company (Casoc, con posterioridad ARAMCO) en 1938. A partir de ahí, IPC concentró sus esfuerzos en Arabia en explotar su concesión de petróleo de Catar (se descubrió petróleo en 1939), Abu Dhabi (se descubrió petróleo en 1959), Omán (véase Petroleum Development Oman) y el Protectorado de Adén. El personal de IPC llevó a cabo una serie de innovadoras exploraciones durante ese período.

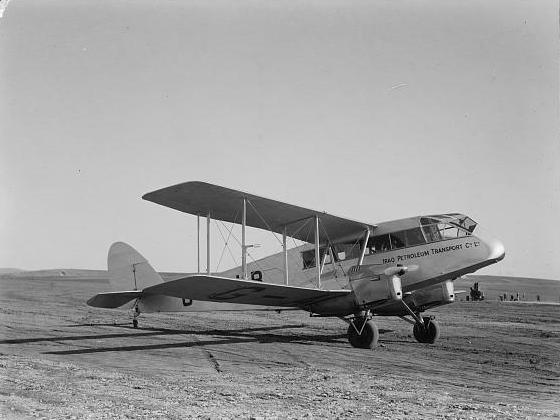
De Havilland Dragon de Iraq Petroleum Transport Company en los años 30.

A excepción de Bahrain y Arabia Saudí, IPC consiguió cerrar la "puerta abierta" de la oportunidad comercial en el resto de oriente medio. Sus principales competidores fueron British Oil Development Co. Ltd.(BOD), and SOCAL. Cuando BOD se interesó por concesiones en el norte de Irak, IPC la adquirió.
IPC se interesó también en otros emprendimientos además de los petrolíferos como las minas de potasa en Transjordania, asfalto en Siria (para lo que creó una compañía, Societe Industrielle des Asphaltes et Petroles de Lattique) y minas de sal en el Protectorado de Adén; si bien este último nunca se desarrolló. IPC creó compañías de transporte, the Iraq Petroleum Transport Company and Transports du Proche Orient, para gestionar aviones y buques que trasladaran personal y equipo a las partes más remotas de sus áreas de concesión.

### Relaciones entre IPC y el gobierno iraquí
Durante el reinado de la monarquía hachemí en Irak, no hubo problemas entre IPC y el gobierno iraquí ya que el gobierno era extremadamente prooccidental. De hecho, los británicos habían instaurado dicha monarquía; la cual era dependiente del ejército británico y le había jurado lealtad a través del Tratado de Bagdad. Las principales disputas de los hachemíes se centraban en incremental la cantidad de crudo extraído, en involucrar a más iraquíes en el proceso de producción de petróleo y en obtener más royalties. En 1952, se negociaron condiciones más generosas para el gobierno iraquí. Dichas condiciones se basaban en gran medida en los mucho más lucrativas del acierdo al 50% de Saudi Aramco en diciembre de 1950. Se podría plantear que la atmósfera amistosa en las negociaciones fue determinante en el éxito del acuerdo.

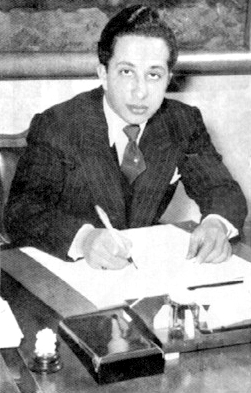
Rey Faisal II, que fue asesinado en 1958.

Esta atmósfera no continuó en las negociaciones mantenidas entre IPC y los gobiernos revolucionarios que siguieron al derrocamiento de la monarquía hachemí en 1958. Las relaciones entre ambos pueden examinarse a la luz de dos factores principales. En primer lugar, el petróleo era una parte vital de la economía iraquí. A causa de ello, IPC tenía un enorme impacto en los ingresos del gobierno por lo que gozaba de cierta influencia en el mismo. El segundo factor era la incapacidad del gobierno iraquí del momento de obtener las capacidades y conocimientos técnicos necesarios para asumir las actividades petroleras del país.

### La era de Qasim

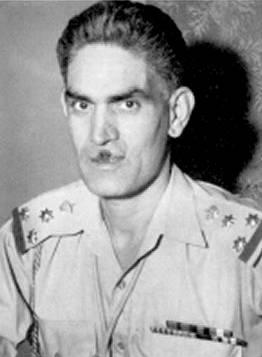
Abdul Karim Qasim: primer ministro de la república de Irak de 14 de julio de 1958 a 8 de febrero de 1963.

Desde los primeros años 50, en la medida que crecía la fuerza del nacionalismo en Irak, el control extranjero de la producción de petróleo pasó a ser el centro de atención. Abdul Karim Qasim fue un nacionalista, general del ejército iraquí, que tomó el poder en el golpe de Estado de 1958 en el cual se eliminó la monarquía iraquí. Dirigió el país como primer ministro hasta su caída y muerte en 1963. Antes del golpe, usó el hecho de que IPC estaba produciendo petróleo para las naciones occidentales en lugar de beneficiar a los ciudadanos iraquíes como uno de sus principales punto de oposición al gobierno. Una vez en el poder, fue crítico con varios aspectos de IPC: primero con el acuerdo monetario con IPC y, además, con el monopolio que se le había otorgado a la misma. A pesar de ello, Qasim se apresuró a asegurar a Estados Unidos y Gran Bretaña que no nacionalizaría los campos de petróleo. No obstante, abandonó formalmente el pacto de Bagdad y simultáneamente suscribió un acuerdo de ayuda técnica y económica con la Unión Soviética.
Uno de los principales objetivos del régimen de Qasim era que IPC renunciara a un 60% de las concesiones a fin de poder crear nuevas joint-ventures. Además pretendía que se doblara la producción de petróleo y se construyeran refinerías en Iraq. Los socios de IPC concedieron aumentar la producción según las condiciones de mercado pero se negaron a la construcción de refinerías o renuncias en la concesión en un porcentaje tan elevado.
La situación económica del momento no permitía a Qasim nacionalizar IPC, ya que las naciones occidentales habían boicoteado el petróleo iraní cuando Mosaddeq nacionalizó la compañía de petróleo iraní; y podía esperarse que hicieran lo mismo en este caso. Además, los iraquíes carecían de las capacidades técnicas y de gestión para dirigir IPC. Qasim necesitaba los ingresos del petróleo para dirigir su gobierno y mantener al ejército satisfecho. Así pues, Qasim recurrió a otras tácticas como la de subir las tarifas de tránsito en Basora en un 1.200% en 1960. Como respuesta, IPC dejó de producir petróleo que usase Basora como puesto de expedición.
En 1961, se aprobó la Ley Pública 80 (Public Law 80) en virtud de la cual sólo se permitía a IPC explotar las áreas donde se encontraban las instalaciones existentes, lo que representaba el 0,5% de la concesión original. El gobierno iraquí asumía el 99,5% de los restantes derechos de concesión. Las socios de IPC solicitaron un arbitraje y redujeron la producción de petróleo como represalia. Adicionalmente, el gobierno iraquí no consiguió encontrar socios para explotar las zonas expropiadas. En febrero de 1963, existían indicios de que el gobierno estaba dispuesto a acudir a un arbitraje pero Qasim fue asesinado. El nuevo régimen baazista dejó claro que la Ley 80 era irrevocable y, en febrero de 1964, se creó Iraq National Oil Company (INOC), para desarrollar la producción del área expropiada.
A pesar de todo, continuaron las negociaciones y se llegó a un borrador de acuerdo en 1965 en virtud del cual se otorgaba a IPC una concesión sobre un 0,5% de territorio adicional (incluyendo el enorme campo petrolífero de Rumaila, que IPC había descubierto pero no explotaba), se establecían cuotas de producción mínimas, y se acordaba explotar conjuntamente las zonas expropiadas. La inestabilidad política de Irak y, posteriormente la Guerra de los Seis Días impidieron formalizar el acuerdo. En 1969 INOC acordaba desarrollar la producción de petróleo en Rumaila junto con la Unión Soviética.

### Nacionalización de 1972
Iraq tenía dificultades para vender el petróleo de Rumaila en Occidente debido a la reclamación de IPC sobre dicho campo. Además, IPC restringía la producción de sus instalaciones en Kirkuk y Basora. En noviembre de 1971, el gobierno iraquí advirtió que se le estaba agotando la paciencia y a mediados de mayo de 1972 dio un ultimátum IPC para que reanudara los niveles normales de producción (que habían descendido un 44%). Ofreció las alternativas: entregar a INOC el exceso de producción a precio de coste, entregar a INOC la capacidad de producción ociosa o librar a INOC los campos de Kirkuk. IPC rehusó responder antes de final de mayo, y el 1 de junio de 1972 sus activos fueron nacionalizados. Estos activos fueron transferidos a Iraqi Company for Oil Operations (ICOO). Los activos de la filial de IPC, Basrah Petroleum Company (BPC), no se vieron afectados. Por su parte, Siria nacionalizó inmediatamente los oleoductos de IPC en el país, así como la terminal de transporte de Banias.
Si bien la OPEP calificó la acción de Irak como un "acto de legal de soberanía para salvaguardar sus intereses". A fin de minimizar la oposición internacional, el gobierno iraquí se comprometió unilateralmente a pagar a Compagnie Française des Pétroles por su participación en la producción (23,75%). En 1973 se resolvió la disputa con los socios de IPC mediante la cesión a Iraq de la concesión de Basora y el abono por parte de IraK de 300 millones de dólares pagaderos en crudo (que no se llegaron a desembolsar al ser compensadas con 345 millones en atrasos reclamados por Irak).

## IPC en la actualidad
IPC ha cesado sus actividades pero la compañía "Iraq Petroleum Company" todavía subsiste como entidad legal, y una de sus compañías asociadas que sobreviven – Abu Dhabi Petroleum Company (ADPC), anteriormente Petroleum Development (Trucial Coast) Ltd – continuó con el accionariado intacto hasta enero de 2014. ADPC poseía (expiró en enero de 2014) el 40% de la concesión terrestre en Abu Dhabi, con el 60% en manos de Abu Dhabi National Oil Company (ADNOC) en nombre del gobierno de Abu Dhabi. Las actividades de producción se llevaban a cabo por Abu Dhabi Company for Onshore Oil Operations (ADCO) – propiedad conjunta de ADNOC, y los accionistas de ADPC: BP, Royal Dutch Shell, ExxonMobil, Total S.A. y Partex; las cuales reflejan la composición histórica de Iraq Petroleum Company.

## Publicaciones y películas
En 1948, IPC publicó su Manual de los territorios que forman el teatro de operaciones de Iraq Petroleum Company Limited y sus compañías asociadas  (Handbook of the Territories which Form the Theatre of Operations of the Iraq Petroleum Company Limited and its Associated Companies) escrito por Stephen Hemsley Longrigg. La unidad de rodaje de IPC Film Unit produjo varios cortometrajes entre los que cabe destacar The Third River,  una película producida en 1952 sobre las actividades en torno al oleoducto entre Irak y el Mediterráneo, y Rivers of Time, producida en 1957, sobre la historia de Mesopotamia. Ageless Iraq fue una película histórica hecha para IPC por British Pathé. La compañía publicó una revista mensual, titulada Iraq Petroleum, de agosto de 1951 hasta abril/mayo de 1957.